# Juan Trujillo Domínguez
Juan Trujillo Domínguez, nascut el 29 de juny de 1913 a Las Palmas i mort el 23 d'abril de 1979 a la mateixa ciutat, és un exfutbolista espanyol que jugava de mig als anys 1930 i 1940.

## Biografia
Juan Trujillo comença a jugar amb el Marino i el Gran Canaria. El 1933 és fitxat pel FC Barcelona. Amb el Barça, juga 8 partits de Lliga i 2 de Copa espanyola. També juga 37 partits no oficials.
El 1935 és fitxat pel Girona FC a on juga fins al 1941. El 1941, juga amb el Reial Betis. El 1942, juga amb el Reial Múrcia CF. El 1943, juga amb el CE Castelló. El 1944, juga amb el CE Constància. Juga una última temporada amb l'Unión Marina (1945/46).
Va jugar un partit amb la selecció catalana.

## Palmarès
Amb el FC Barcelona:
- Campionat de Catalunya : 1935.